# カール・バラー
カール・バラー（Carl Barât、1978年6月6日 - ）は、イギリスのミュージシャン。ダーティ・プリティ・シングスのフロントマンでありリード・ギタリスト。かつてはインディー・ロックバンドであるザ・リバティーンズでピート・ドハーティとともにフロントマンを務めていた。

## 幼少期
カール・バラーはイングランドのベイジングストークで1978年6月6日に生まれ、ハンプシャー州ホイットチャーチの近隣で幼少期を過ごした。若いころのバラーは、離婚した両親のあいだを行き来して過ごした。彼の父は軍需工場で働いており、母のクリッシーはコミューン生活を営むカウンターカルチャー運動や核兵器廃絶運動団体CND (Campaign for Nuclear Disarmament) などの平和運動に参加していた。バラーはサマセットにあるコミューンで母とともに幼少期のいくらかを過ごすこととなった。バラーの兄弟には、女優・歌手のルーシー・バラーの他に腹違いの兄弟オリヴァー、リューク、アリスらがいる。
1996年、バラーはアクスブリッジのブルネル大学で演劇の課程を取得するために勉強していた。バラーは同じく演劇を学ぶ同級生たちに少なからず幻滅していたが、ピート・ドハーティの姉エイミー・ジョーと親しくなり、彼女を通じてドハーティと出会うこととなった。ドハーティは人と会うときに粗野で無礼な振る舞いをする癖があったため、バラーがドハーティに対して抱いた第一印象は好ましくないものだった。しかし、その後間もなく2人は強い友情を結んだ。やがてこの2人にベーシストのジョン・ハッサールとドラマーのゲイリー・パウエルが加わって、ザ・リバティーンズが結成された。しかしハッサールはフィルシー・マクナスティーズでギグが行なわれたころ、ドハーティとの不和により脱退した。のちにレイザーライトのメンバーとなるジョニー・ボーレルが後任となりアラバマ3とのツアーに出たが、すべてのギグにおいて失敗続きだった。そのためボーレルはすぐにバンドを追い出され、リバティーンズがベーシスト不在のままラフ・トレード・レコードと契約を結ぶことになったのを聞き知ったジョン・ハッサールがバンドに再加入した。バラーとドハーティはリードギターに加えて作曲やボーカルといった役割も2人で分け合った。

## ザ・リバティーンズ
リバティーンズのファースト・アルバム『リバティーンズ宣言』は2002年にリリースされ、高い評価を受けた。彼らのステージ・パフォーマンスは、バラーとドハーティがマイクを奪い合ったり喧嘩を繰り広げるなどの激しさに満ちたもので、これによってバンドは急速にその知名度を増していった。こうしたことは2人の関係性にも対応しており、互いに競争心旺盛で我欲を剥き出しにしていたバラーとドハーティの間柄は、いまにも破綻して暴力的なものになりそうなところまで進んでいった。バンドは、アルバム発売前に『NME』誌の表紙を飾ってもいる。
2003年、ドハーティのヘロインとコカイン中毒を理由として、バラーはドハーティに対してバンドの次のツアーに参加しないよう要請せざるを得なくなった。ドハーティは、リバティーンズが日本公演に向けて自分を置き去りにして出発したことを知った。ドハーティはメイフェアにあるバラーのフラットに忍び込み、アンティーク・ギターやNME賞を含むさまざまな品を盗み出した。彼は有罪判決を受け、懲役6か月を宣告された。その後、懲役は2か月に短縮され、その間にバラーとドハーティは書面を通じて和解した。ドハーティが釈放された日に、彼がリバティーンズに復帰することをバラーは温かく迎え入れた。2003年10月8日、ケント州チャタムのクラブ Tap 'n' Tin で即席の「フリーダム・ギグ」が催された。ロジャー・サージェントによって撮影されたこのギグの時の写真は、リバティーンズ自身の名を冠したセカンド・アルバム『リバティーンズ革命』のジャケットを飾り、サージェントとアンソニー・ソーントンの著書『The Libertines Bound Together』の表紙にも使用された。
2004年のセカンド・アルバム制作中もドハーティの薬物中毒は続き、これが彼とバラーとの関係をこじらせることとなった。レコーディング・セッション中にはボディーガードが必要とされた。伝えられるところによれば、これはバラーとドハーティが暴力沙汰に及ぶのを防ぐため（『The Libertines Bound Together』では否定されており、これはプレスによる誇張だとしている）。2004年にアルバムがリリースされる前に、バラーとドハーティの関係は限界点に達し、ドハーティは再びバンドを追放された。ドハーティはこの追放を快く思わず、特に契約による義務を消化するためにリバティーンズが自分抜きでツアーを続けていることを認めようとはしなかった。
ドハーティが新しいバンド、ベイビーシャンブルズを結成したため、短期的な休業として予定されていたドハーティの離脱は、最終的な脱退となった。

## ザ・リバティーンズ以降
2004年12月、ドハーティ抜きでバンドを続けたいとは思わないこと、ドハーティの「健康上の問題が今もなお継続中である」ことなどを理由として、バラーはリバティーンズを解散した。2005年、バラーは耳の後ろの腫瘍を除去するために手術を受けることとなり、回復に数週間を要した。腫瘍と手術の結果により、彼の聴力は幾分失われることとなった。
2005年2月、リバティーンズはNMEの最優秀ブリティッシュ・バンド賞を受賞し、受賞スピーチにおいてバラーはドハーティに言及するコメントを捧げた。その数日後、バラーがソロ・アーティストとしてヴァーティゴ・レコード・レーベルと契約したことが公式に発表された。
バラーのソロ・アーティストとしての最初の仕事は、ヨーロッパのデュオ、クライアントのシングル「Pornography」にボーカルを提供することだった。バラーは2004年からロンドンのクラブ・イベント「ダーティ・プリティ・シングス」を主催し、DJとして定期的に出演していた。バラーは2005年7月に、さまざまなミュージシャンが自分に影響を与えたアーティストたちの楽曲を取り上げるトリビュート・アルバムのシリーズ『Under the Influence』の一環としてアルバムをリリースした。
2007年4月12日、ピート・ドハーティとカール・バラーはロンドンのハックニー・エンパイア劇場で行なわれたドハーティのギグ「An Evening with Pete Doherty」のセカンド・セットで13曲を共演した。コンサートの終演後、バラーとドハーティは中折れのフェルト帽子（リバティーンズの楽曲 「The Good Old Days」への象徴的な言及）を交換した。

## ダーティ・プリティ・シングス
2005年9月15日、バラーが新しいバンドを結成したことが発表された。バラー以外のメンバーには、元リバティーンズのドラマーであるゲイリー・パウエルや、ドハーティ脱退後にリバティーンズのサポート・ギタリストを務めたアンソニー・ロッソマンド、元クーパー・テンプル・クロースのベーシスト、ディズ・ハモンドらがいる。その後、このバンドの名前は「ダーティ・プリティ・シングス」であると公表された。
バンドは2005年10月にイタリアとパリで初の公演を行ない、11月にカリフォルニア州ロサンゼルスでデビュー・アルバムのレコーディングを開始した。プロデューサーには、スーパーグラスやザ・ダンディ・ウォーホルズ、ジェット、マリリン・マンソン、ローリング・ストーンズ、オアシスらとの仕事で知られるデイヴ・サーディを迎えた。『ウォータールー・トゥ・エニウェア』と題されたアルバムは、イギリスでは2006年5月8日、アメリカでは同年8月8日にリリースされた。
彼らが最初にスタジオ録音したデモ音源「Bang Bang You're Dead」がフラッシュ・ヴィデオ形式で彼らのウェブサイトにおいてリリースされた。この曲は2006年4月24日に彼らのデビュー・シングルとしてリリースされ、全英シングルチャートで最高5位を記録した。そのころバンドは最初のUKツアー（2006年2月26日 - 5月24日）の後半に差し掛かっていたところであった。2006年5月8日にリリースされたデビュー・アルバム『ウォータールー・トゥ・エニウェア』は、全英アルバムチャートの第3位に達した。その後、バンドはシングル「Deadwood」と「Wondering」をリリースしている。
バラーはその後もドハーティとともに仕事をしたいと語り、やがて2009年初頭に公開予定のミュージカルの共作を開始した。それと同時にバラーはダーティ・プリティ・シングスの新しいデモ音源をインターネットに放出するつもりであること、バンドのニュー・アルバムを2008年6月にはリリースする予定であることなどを語っている。

## 使用楽器
- ギター - ギブソン・メロディ・メイカー
- アンプ - VOX AC-30
- エフェクター - Lol Fillet pedal、MXR Dyna Comp pedal

## その他の仕事
2006年7月7日、バラーは『Road to V』コンペティションの5人目の相談役を務めることを明らかにした。『Road to V』とは、まだ契約を勝ち取っていないイギリスの新人バンドを集めてコンテストを行なうテレビ番組で、演奏を見た視聴者からの投票によって最後まで勝ち残り優勝したバンドは、Vフェスティバルの開催地であるチェルムスフォードかスタッフォードシャーのどちらかでオープニング・アクトを務める権利を手に入れるというものである。
2008年、映画『Telstar - The Joe Meek Story』にロック・シンガーのジーン・ヴィンセント役で出演。

## ディスコグラフィ

### スタジオ・アルバム
- 『カール・バラー』 - Carl Barât (2010年、Arcady/PIAS) ※全英52位
- 『レット・イット・レイン』 - Let It Reign (2015年、Cooking Vinyl) ※with ザ・ジャッカルズ。全英47位